# Puerta de San Torcuato (Guadix)

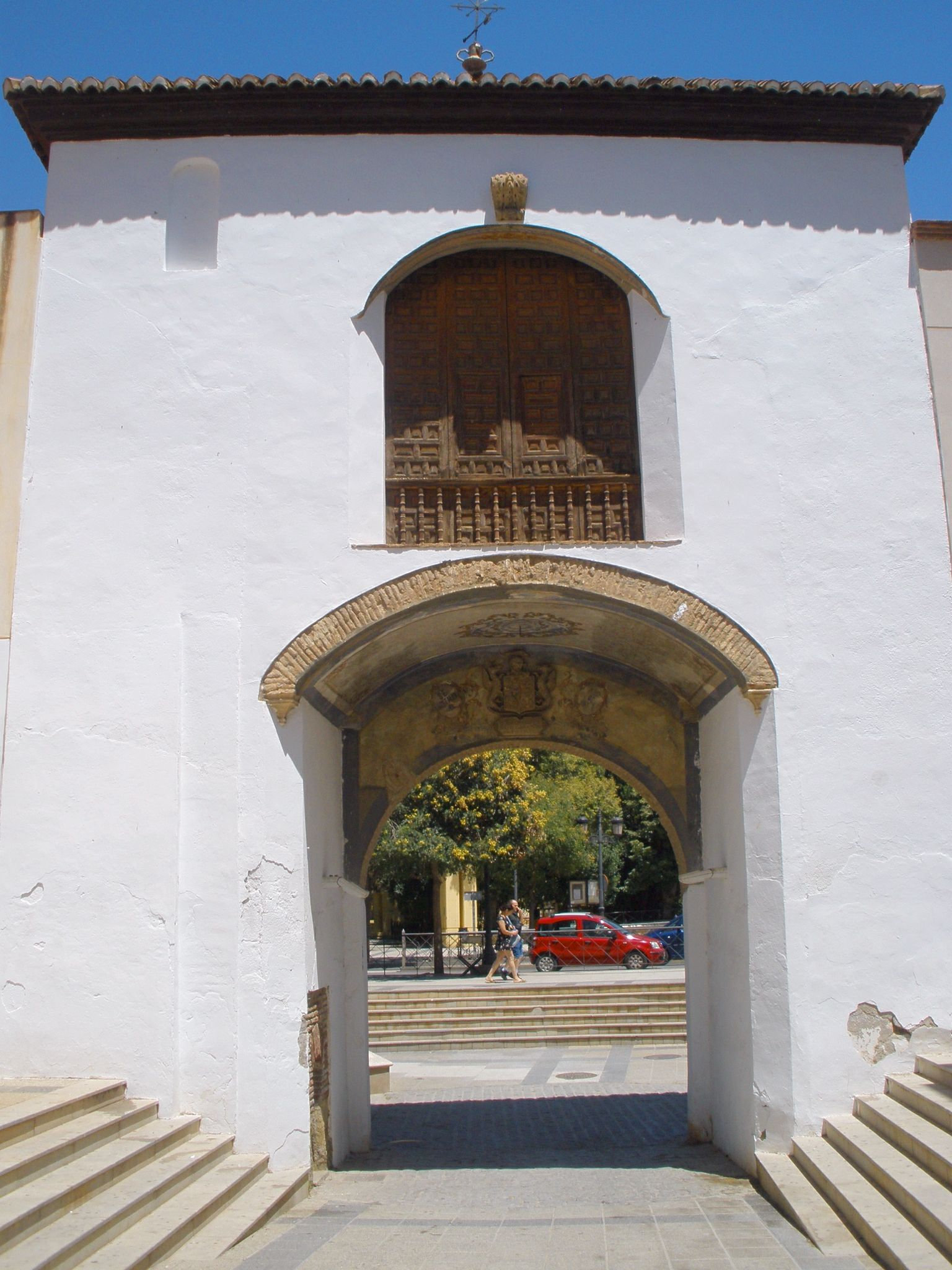
Vista de la puerta, en 2023.

La puerta de San Torcuato era una de las puertas de acceso a la ciudad española de Guadix, en la provincia de Granada. Formaba parte del recinto amurallado y daba acceso a uno de los arrabales desde la parte septentrional, zona que antiguamente era de carácter comercial. En la actualidad la puerta se halla situada entre el callejón de San Torcuato y la entrada al parque Pedro Antonio de Alarcón.

## Historia
La puerta fue levantada en época musulmana y en sus orígenes como fue conocida como Bib-Bazamarín o «segunda puerta de Baza». En el siglo XVI fue reformada en su apariencia exterior y pasó a asumir funciones más de carácter político y religioso. En 1593 se construyó una capilla en la parte superior, con motivo del paso a través de ella, que acogiera las reliquias del santo evangelizador San Torcuato. Desde ese momento adquiere una nueva apariencia y desde su balcón se celebra la misa pública en los días señalados. Como resultado de estas intervenciones, también partir de ese mismo año pasa a ser conocida como «puerta de San Torcuato».
Durante los siglos XVIII y XIX se realizaron diversas intervenciones con fines de restauración.